# الجماعة الأوروبية للطاقة الذرية
الجماعة الأوروبية للطاقة الذرية (EAEC أو Euratom) هي منظمة دولية تم إنشاؤها بموجب اتفاقية يوراتوم في 25 مارس 1957 بهدف أصلي يتمثل في إنشاء سوق متخصص للطاقة النووية في أوروبا، من خلال تطوير الطاقة النووية وتوزيعها على الدول الأعضاء فيها. بيع الفائض للدول غير الأعضاء. ومع ذلك، فقد تم توسيع نطاقها بشكل كبير على مر السنين لتغطية مجموعة كبيرة ومتنوعة من المجالات المرتبطة بالطاقة النووية والإشعاع المؤين مثل حماية المواد النووية والحماية من الإشعاع وبناء المفاعل النووي الحراري التجريبي الدولي.
الجماعة منفصلة من الناحية القانونية عن الاتحاد الأوروبي على الرغم من أنها تتمتع بنفس العضوية، وتحكمها العديد من مؤسسات الاتحاد الأوروبي، لكنها المنظمة المجتمعية الوحيدة المتبقية المستقلة عن الاتحاد الأوروبي وبالتالي فهي خارجة عن السيطرة التنظيمية للبرلمان الأوروبي. منذ عام 2014، شاركت سويسرا أيضًا في برامج الجماعة كدولة منتسبة.
ستوقف عضوية المملكة المتحدة في المنظمة في 31 يناير 2020. ومع ذلك، بموجب شروط اتفاقية التجارة والتعاون بين الاتحاد الأوروبي والمملكة المتحدة، يجب أن تشارك المملكة المتحدة في الجماعة كدولة منتسبة بعد نهاية الفترة الانتقالية.

## التاريخ

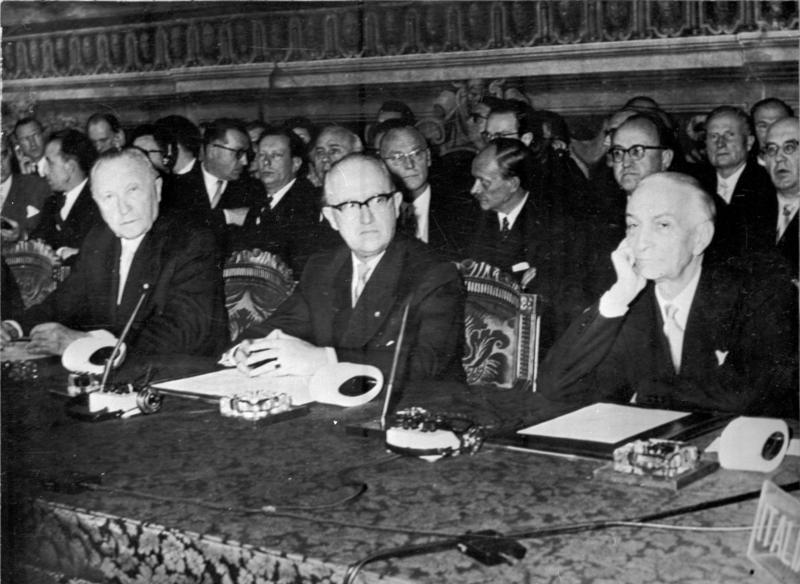
1 أبريل 1957، كونراد أديناور، ووالتر هالشتاين وأنطونيو سينيي يوقعون الاتحاد الجمركي للاتحاد الأوروبي واتفاقية يوراتوم في روما، إيطاليا.

اقترحت البرلمان الأوروبي توسيع صلاحيات الجماعة الأوروبية للفحم والصلب لتغطية مصادر الطاقة الأخرى. ومع ذلك، أراد جان موني، المهندس المعماري والأساسي في الجماعة الأوروبية للفحم والصلب، جماعة منفصل لتغطية الطاقة النووية. وضع لويس أرماند (وهو مسؤول عن دراسة في آفاق استخدام الطاقة النووية في أوروبا) تقرير، وخلص تقريره إلى أن هناك حاجة إلى مزيد من التنمية النووية لملء العجز الذي تركه استنفاد رواسب الفحم والحد من الاعتماد على منتجي النفط. ومع ذلك، كانت دول البنلوكس وألمانيا حريصة أيضا على إنشاء سوق موحد عام، مع أنها تعارض فرنسا بسبب سياستها الحمائية، ويعتقد جان موني أنها مهمة كبيرة وصعبة للغاية. في النهاية، اقترح جان موني إنشاء جماعة طاقة ذرية وجماعة اقتصادية منفصلة للتوفيق بين الجماعتين.
وضع المؤتمر الحكومي الدولي حول السوق المشتركة والجماعة الذرية في Château of Val-Duchesse (قصر في بروكسل)، عام 1956 أساسيات المعاهدات الجديدة. سوف تعزز الجماعة التعاون في المجال النووي، جنبا إلى جنب مع الجماعة الاقتصادية الأوروبية، تشارك الجماعة البرلمان الأوروبي ومحكمة العدل في الجماعة الأوروبية للفحم والصلب، ولكن ليس لها مديرين. يكون لـ الجماعة الأوروبية للطاقة الذرية مجلسها ومفوضيتها الخاصة، مع سلطات أقل من السلطة العليا للجماعة الأوروبية للفحم والصلب. في 25 مارس 1957، تم التوقيع على معاهدات روما (اتفاقية يوراتوم ومعاهدة الجماعة الاقتصادية الأوروبية) من قبل أعضاء الجماعة الأوروبية للفحم والصلب وفي 1 يناير 1958 دخلت حيز التنفيذ.
لتوفير الموارد، تم دمج هؤلاء المسؤولين التنفيذيين المنفصلين الذين أنشأتهم معاهدات روما في عام 1965 بموجب معاهدة الاندماج. ستتولى مؤسسات الجماعة الاقتصادية الأوروبية مسؤوليات إدارة الجماعة الأوروبية للفحم والصلب والجماعة الأوروبية للطاقة الذرية، حيث أصبحت جميعها معروفة باسم الجماعات الأوروبية حتى لو كان كل منها موجودًا بشكل قانوني على حدة. في عام 1993 ، أنشأت معاهدة ماستريخت الاتحاد الأوروبي، التي استوعبت الجماعات في ركيزة الجماعة الاقتصادية الأوروبية، ومع ذلك حافظت الجماعة الأوروبية للطاقة الذرية على شخصية قانونية متميزة.
كان يهدف الدستور الأوروبي إلى تعزيز جميع المعاهدات السابقة وزيادة المساءلة الديمقراطية فيها. لم يتم تعديل اتفاقية يوراتوم كما عدلت المعاهدات الأخرى، لذلك تم منح البرلمان الأوروبي القليل من السلطات على الجماعة الذرية. ومع ذلك، فإن السبب وراء عدم تعديلها هو نفس السبب الذي جعل الدستور يتركها منفصلة عن بقية الاتحاد الأوروبي: المشاعر المعادية للأسلحة النووية بين الناخبين الأوروبيين، والتي قد تحول الناخبين بلا داع ضد الاتفاقية. وهكذا تظل اتفاقية يوراتوم سارية المفعول نسبيًا دون تعديل منذ وقت توقيعها.

## التعاون المشترك
- شاركت سويسرا منذ عام 2014 في برامج الجماعة كدولة مرتبطة.[5]
- اعتبارا من عام 2020، كان لدى الجماعة اتفاقات تعاون من النطاقات المختلفة مع تسعة بلدان: أرمينيا وأستراليا وكندا واليابان وكازاخستان وأوكرانيا والولايات المتحدة وأوزبكستان وجنوب إفريقيا.[16][17]
- من 1 يناير 2021، ستشارك المملكة المتحدة في برامج الجماعة كدولة مرتبطة بموجب شروط اتفاقية التجارة والتعاون بين الاتحاد الأوروبي والمملكة المتحدة.[8]

## انسحاب المملكة المتحدة
أعلنت المملكة المتحدة عن نيتها الانسحاب من الجماعة الأوروبية للطاقة الذرية في 26 كانون الثاني / يناير 2017، بعد قرارها بالانسحاب من الاتحاد الأوروبي. تم تقديم إشعار رسمي بالانسحاب من الجماعة الأوروبية للطاقة الذرية في مارس 2017، ضمن خطاب إخطار المادة 50، حيث تم توضيح الانسحاب. لم يصبح الانسحاب نافذ المفعول إلا بعد مفاوضات بشأن شروط الخروج، والتي استمرت عامين وعشرة أشهر.
شكك تقرير صادر عن لجنة الأعمال والطاقة والاستراتيجيات الصناعية التابعة لمجلس العموم، والذي نُشر في مايو 2017، في الضرورة القانونية لترك الجماعة الأوروبية للطاقة الذرية ودعا إلى تمديد مؤقت للعضوية لإتاحة الوقت لاتخاذ ترتيبات جديدة.
في يونيو 2017، نشرت فرقة عمل المفاوضات التابعة للمفوضية الأوروبية ورقة موقف أحيلت إلى أعضاء الاتحاد 27 بشأن المواد النووية ومعدات الحماية (يوراتوم)، بعنوان «المبادئ الأساسية بشأن المواد النووية ومعدات الضمانات». في الشهر التالي، قامت ورقة إعلامية من مكتبة مجلس العموم بتقييم الآثار المترتبة على مغادرة الجماعة الأوروبية للطاقة الذرية.
في عام 2017، تساءل مقال في صحيفة الإندبندنت عن مدى توفر الوقود النووي للمملكة المتحدة بعد عام 2019 إذا انسحبت المملكة المتحدة، والحاجة إلى معاهدات جديدة تتعلق بنقل المواد النووية. ذكرت مقالة نشرت عام 2017 في مجلة نيو ساينتست أن إمداد النظائر المشعة لعلاجات السرطان يجب أن يؤخذ في الاعتبار في المعاهدات الجديدة.
تكهن السياسيون البريطانيون بأن المملكة المتحدة يمكن أن تبقى في الجماعة الأوروبية للطاقة الذرية. في عام 2017، جادل البعض بأن هذا سيتطلب - بعد موافقة أعضاء الاتحاد الأوروبي 27 - تعديل أو إلغاء خطاب المادة 50 الصادر في مارس 2017.
حصل قانون الضمانات النووية لعام 2018، الذي ينص على ضمانات بعد الانسحاب من الجماعة الأوروبية للطاقة الذرية، على الموافقة الملكية في 26 يونيو 2018.
اتفاقية التجارة والتعاون بين الاتحاد الأوروبي والمملكة المتحدة، التي تحدد علاقة المملكة المتحدة مع الاتحاد الأوروبي اعتبارًا من 1 يناير 2021، تنص على مشاركة المملكة المتحدة «كدولة مرتبطة لجميع أجزاء برنامج الجماعة الأوروبية للطاقة الذرية».

## إنجازات
في تاريخ التنظيم الأوروبي، تمثل المادة 37 من اتفاقية يوراتوم تشريعات رائدة فيما يتعلق بالالتزامات الملزمة عبر الحدود فيما يتعلق بالتأثير البيئي وحماية البشر.

## رؤساء الجماعة
ترأس لجنة الخمسة أعضاء ثلاثة رؤساء فقط في حين أن لديها مديرين تنفيذيين مستقلين (1958-1967)، وجميعهم من فرنسا:
| ت. | صورة              | الاسم (الولادة–الوفاة)   | الدولة | تولى المنصب   | ترك المنصب    | اللجنة       | الحزب | مجموعة | مجموعة | التفويض الانتخابي | المراجع |
| -- | ----------------- | ------------------------ | ------ | ------------- | ------------- | ------------ | ----- | ------ | ------ | ----------------- | ------- |
| 1  |                   | لويس أرماند (1905–1971)  | فرنسا  | 7 يناير 1958  | 2 فبراير 1959 | لجنة أرماند  | مستقل |        | لا     | –                 |         |
| 1  | 1 سنة و26 أيام    | لويس أرماند (1905–1971)  | فرنسا  |               |               | لجنة أرماند  | مستقل |        | لا     | –                 |         |
| 2  |                   | إتيان هيرش (1901–1994)   | فرنسا  | 2 فبراير 1959 | 10 يناير 1962 | لجنة هيرش    | مستقل |        | لا     | –                 |         |
| 2  | 3 سنوات و8 أيام   | إتيان هيرش (1901–1994)   | فرنسا  |               |               | لجنة هيرش    | مستقل |        | لا     | –                 |         |
| 3  |                   | بيير شاتينيت (1917–1997) | فرنسا  | 10 يناير 1962 | 5 يوليو 1967  | لجنة شاتينيت | مستقل |        | لا     | –                 |         |
| 3  | 5 سنوات و176 أيام | بيير شاتينيت (1917–1997) | فرنسا  |               |               | لجنة شاتينيت | مستقل |        | لا     | –                 |         |

## روابط خارجية
- الاتفاقية المؤسسة للجماعة الأوروبية للطاقة الذرية (يوراتوم)
- وثائق من الجماعة الأوروبية للطاقة الذرية يمكن الرجوع إليها في المحفوظات التاريخية للاتحاد الأوروبي في فلورنسا
- تاريخ معاهدات روما
- أبحاث إلتحام النوى الذرية للمفوضية الأوروبية
- أبحاث الانشطار النووي بالمفوضية الأوروبية